# 制服行動
制服行動（英語：Operation Livery）是第二次世界大戰期間之1945年7月英國皇家海軍對日本佔領的馬來亞北部進行的一系列空襲和在空中掩護下進行掃雷的行動。制服行動由第4掃雷艦隊和第7掃雷艦隊執行，地點在泰國普吉島附近。這是東印度艦隊在戰爭期間的最後一次行動。

## 概要
英國皇家海軍護航航空母艦女皇號於7月19日啟航參加“制服行動”。女皇號和另一艘護航航母阿米爾號的飛機於7月24日開始在馬來亞北部和泰國南部（特別是普吉島）攻擊日軍的地面目標，同時還要掩護第4和第7掃雷艦隊在麻六甲海峽的掃雷行動。海軍中將哈羅德·沃克在納爾遜號戰艦上指揮。制服行動期間，掃雷艦松鼠號觸雷，不得不被其他艦艇的砲火擊沉。三架日本軍機襲擊了蘇塞克斯號巡洋艦，蘇塞克斯號巡洋艦摧毀了其中兩架並迫使最後一架撤退。7月26日，一架神風特攻隊的九九式攻擊機襲擊了位於孟加拉灣的阿米爾號，但被阿米爾號的防空火力擊落並墜入距離該艦500碼的海中。另一架神風特攻隊的軍機襲擊了掃雷艦維斯塔爾號，迫使其沉沒。7月24日至27日，F6F地獄貓戰鬥機飛行了150架次，摧毀了30多架位於機場的日本軍機。